# Crachat de coucou
Crachat de crapaud • écume printanière
Pour les articles homonymes, voir Coucou (homonymie).

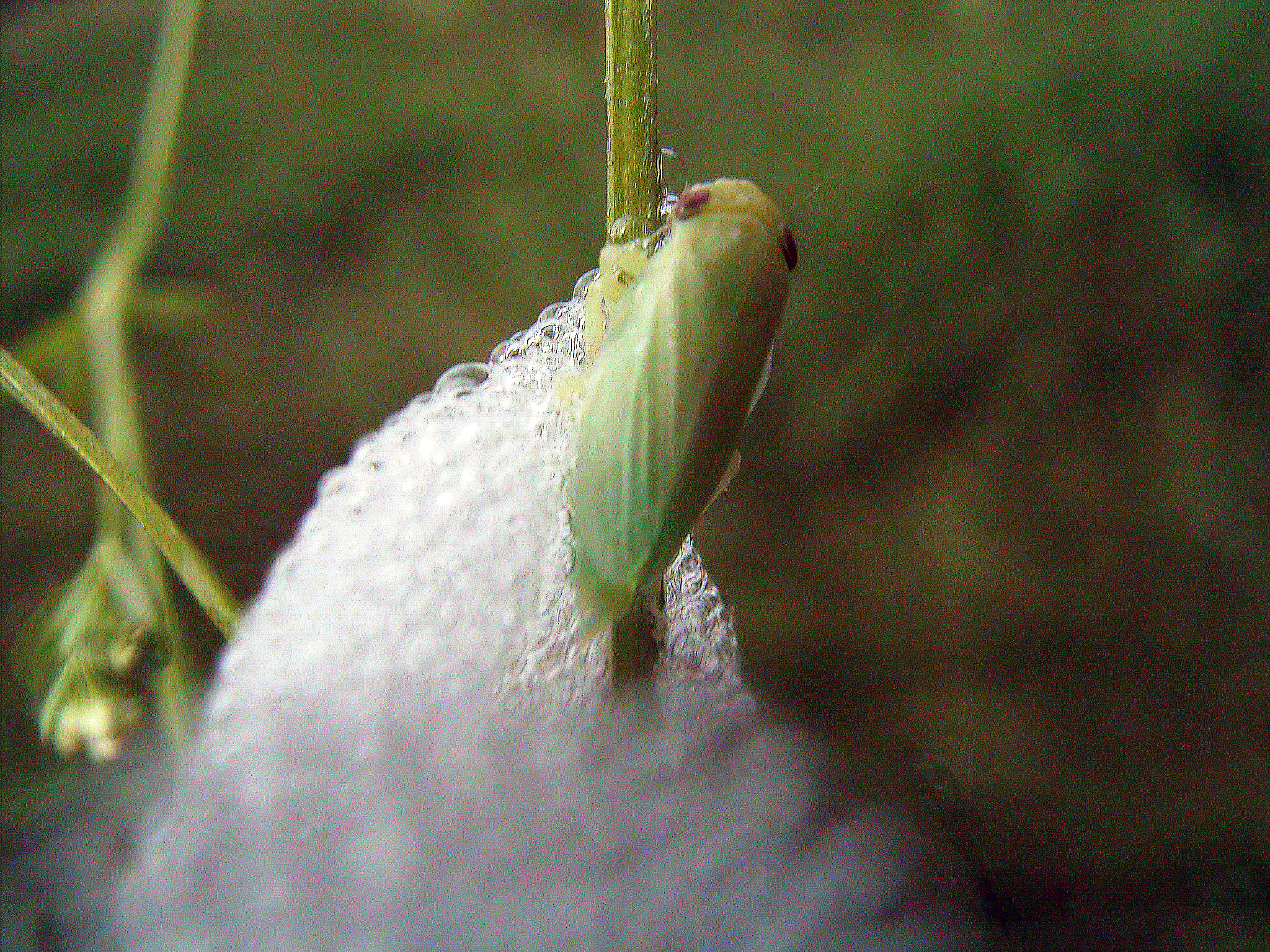
Larve de Philaenus spumarius
sécrétant son « crachat de coucou ».

Les expressions « crachat de coucou », « crachat de crapaud » (plus familièrement « bave de crapaud » au Canada) et « écume printanière » sont les noms vernaculaires donnés aux amas spumeux sécrétés par les larves de nombreuses espèces de cercopes (notamment la cicadelle écumeuse) et dans lesquels elles vivent. Ce manchon de sève insufflée d’air est issu de l'exsudat des plantes piquées par ces larves.
Ces noms vernaculaires rappellent que cet amas mousseux apparaît au printemps, période de ponte et de naissance des larves de cercopes, mais aussi période de reproduction du crapaud au coassement typique et du coucou qui chante.

## Formation
Les larves sucent la sève des plantes qu’elles parasitent, et en extraient les éléments nourriciers. Une fois filtrée, la grande majorité de cette sève sert à fabriquer l’écume qui est produite par des glandes salivaires situées dans l’abdomen, entre les tergites VII et VIII et excrétée par l’anus.

## Utilité
Cette écume a de multiples utilités. Elle sert tout d’abord à protéger la larve à la vue des éventuels prédateurs et parasites, et à assurer une isolation thermique. Cette isolation permet à la larve de contrôler la température et l’humidité à l’intérieur du « cocon » de mousse, l’empêchant de se dessécher. Le goût âcre de cette écume constitue aussi un bon répulsif face aux prédateurs.

## Espèces concernées
Quelques espèces communes :
- Philaenus spumarius
- Aphrophora alni